# Felix Lamah
Pour les articles homonymes, voir Lamah (homonymie).
Felix Lamah, est un homme politique guinéen.
Il est le Ministre de l'élevage depuis le 29 juillet 2025
Ministre de l'Agriculture et de l'élevage dans le gouvernement Bah Oury du 13 mars 2024 au 29 juillet 2025.
Il est Ministre des Transports au sein du gouvernement dirigé par Bernard Goumou du 18 novembre 2022 au 19 février 2024.

## Parcours professionnel
Avant d'être ministre, Félix était expert en développement organisationnel et conduite du changement.
Il est nommé par décret le 18 novembre 2022, Ministre des Transports.
Le 19 février 2024, le gouvernement Bernard Goumou dont il est membre, est dissout par le Comité national du rassemblement pour le développement (CNRD).
Le 13 février 2024, il est nommé Ministre de l'Agriculture et de l'élevage dans le gouvernement Bah Oury en remplacement de Mamoudou Nagnalen Barry.
Le 29 juillet 2025, il est nommée ministre de l'élevage et cède le ministère de l'Agriculture à Mariama Cire Sylla dans le meme gouvernement.